# Вендреховски, Жуниор Анселмо
Жуниор Анселмо Вендреховски (порт. Anselmo Vendrechovski Júnior; родился 16 сентября 1982 года в Венсеслау-Брас, Бразилия), более известный как Жуниньо — бразильский футболист, выступавший на позиции защитника.

## Биография
Жуниньо имеет польские корни — его дед Лех Вендреховский со своей невестой Иреной бежал из Польши незадолго до Второй мировой войны. Он обосновался в Бразилии, где родился отец Жуниньо.
Жуниор Анселмо Вендреховски родился в городе Венсеслау-Брас штата Парана, и начал посещать футбольную школу местной команды «Коритиба». После окончания футбольной академии и выступлений за молодёжную команду клуба, в возрасте 20 лет защитник был переведен в основной состав. 30 октября 2002 года в матче против «Крузейро» он дебютировал в чемпионате Бразилии. Через год Жуниньо в составе «Коритибы» выиграл чемпионат штата Парана. Осенью 2004 года он дебютировал на международном уровне в Южноамериканском кубке, где его команда добралась до 1/8 финала.
Весной 2005 года Жуниньо перешёл «Ботафого». Первый сезон защитник выступал в основном за резервную команду, но уже со следующего стал твердым игроком основы. 20 сентября 2006 года в матче против «Жувентуде» Жуниньо забил свой первый гол за команду. В этом сезоне он сыграл 32 матча и забил 10 мячей. По итогам чемпионата Жуниньо занял третье место за звание лучшего защитника сезона.
Летом 2008 года защитник подписал трехлетний контракт с тогдашним чемпионом страны «Сан-Паулу». Сумма трансфера составила 500 000 долларов, также на футболиста претендовали московский «Локомотив» и «Гремио». В «Сан-Паулу» Жуниньо провел год, сменив уехавшего в «Баварию» Брено, в течение которого появился на поле лишь в 8 матчах. Несмотря на малое количество игровой практики и высокую конкуренцию, Жуниор стал чемпионом страны и дошёл с командой до финала Кубка Либертадорес.
По окончании сезона защитник принял решение покинуть клуб и вернуться в «Ботафого». В своей «старой-новой» команде Жуниньо вернул себе уверенность в свои силы. За команду в сезоне 2009 года он провел 34 матча и забил 7 голов. Весной 2010 года Жуниньо отправился в полугодичную аренду в южнокорейский клуб «Сувон Самсунг Блюуингз». 27 февраля 2010 года в матче против «Чонбук Хёндэ Моторс» защитник дебютировал в чемпионате Южной Кореи. 19 марта того же года в поединке против «Инчхон Юнайтед» он сделал «дубль», забив свои первые голы за команду.
Летом 2010 года Жуниньо подписал трехлетний контракт с мексиканским УАНЛ Тигрес. 25 июля в матче против «Керетаро» он дебютировал в мексиканской Примере. 22 августа в поединке против «Сантос Лагуна» Жуниньо забил свой первый гол за «тигров». В составе УАНЛ он трижды стал чемпионом страны, а в 2015 году помог клубу выйти в финал Кубка Либертадорес. В 2017 году Жуниньо в четвёртый раз стал чемпионом Мексики. В последние годы был капитаном команды. 6 декабря 2018 года объявил о завершении карьеры футболиста.

## Достижения
Командные
 «Коритиба»
- Лига Паранаэнсе — 2003
- Лига Паранаэнсе — 2004

 «Ботафого»
- Трофей Рио — 2007
- Обладатель Кубка Гуанабара — 2009

 «Сан-Паулу»
- Чемпионат Бразилии по футболу — 2008

 УАНЛ Тигрес
- Чемпионат Мексики по футболу — Апертура 2011
- Чемпионат Мексики по футболу — Апертура 2015
- Чемпионат Мексики по футболу — Апертура 2016
- Чемпионат Мексики по футболу — Апертура 2017
- Финалист Кубка Либертадорес — 2015